# 761
Évszázadok: 7. század – 8. század – 9. század
Évtizedek: 710-es évek – 720-as évek – 730-as évek – 740-es évek – 750-es évek – 760-as évek – 770-es évek – 780-as évek – 790-es évek – 800-as évek – 810-es évek
Évek: 756 – 757 – 758 – 759 –  760 – 761 – 762 – 763 – 764 – 765 – 766

## Események

### Európa
- A frank Kis Pippin támadására válaszul Waifer aquitániai herceg betör Burgundiába. Pepin kiűzi onnan és elfoglalja Bourbon, Chantelle és Clermont erődjeit.
- Northumbriában a meggyilkolt Oswulf király fivére, Oswine fellázad a gyilkosnak tartott Æthelwald Moll király ellen. Az eildoni csatában Oswine veszít a bitorlóval szemben és maga is elesik.
- Meghal I. Óengus, a piktek királya. Utóda öccse, V. Bridei.
- Az Asztúriai Királyságban két szerzetes megalapítja Oviedo városát.

### Észak-Afrika
- Muhammad ibn al-Asat, Egyiptom abbászida kormányzója bevonul a nem sokkal korábban, az Omajjád-dinasztia megdöntésekor önállósodott Ifríkijába (Tunézia) és Kairuán elfoglalásával megsemmisíti az ibádita muszlimok által kikiáltott államot. Ennek egyik elmenekült vezetője, Abd ar-Rahmán ibn Rusztam alapítja meg majd Algériában a Rusztamida-dinasztiát.

### Japán
- Egy Dókjó nevű buddhista szerzetes kigyógyítja betegségéből Kóken lemondott császárnőt, akinek ezután orvosává, belső tanácsadójává (egyes pletykák szerint szeretőjévé) válik.

## Születések
- Tang Sun-cung, kínai császár

## Halálozások
- Ibn Isák, arab történetíró
- I. Óengus, pikt király

## Fordítás
- Ez a szócikk részben vagy egészben  a(z)   761 című angol Wikipédia-szócikk ezen változatának fordításán alapul.  Az eredeti cikk szerkesztőit annak laptörténete sorolja fel. Ez a jelzés csupán a megfogalmazás eredetét és a szerzői jogokat jelzi, nem szolgál a cikkben szereplő információk forrásmegjelöléseként.